# Давлеткулово 1-ше
Давлетку́лово 1-ше (рос. Давлетулово 1-е, башк. 1-се Дәүләтҡол) — присілок у складі Кугарчинського району Башкортостану, Росія. Входить до складу Кугарчинської сільської ради.
Населення — 75 осіб (2010; 79 в 2002).
Національний склад:
- башкири — 90%